# Il matrimonio di Tuya
Il matrimonio di Tuya (图雅的婚事S, Tuya de hun shiP) è un film del 2006 diretto da Quan'an Wang.
Nel 2007 è stato proiettato in concorso alla 57ª edizione del Festival di Berlino, aggiudicandosi l'Orso d'oro e il Premio della giuria ecumenica.

## Trama
Mongolia Interna. Tuya è una donna forte e coraggiosa che con il suo lavoro mantiene i due figli e il marito Ba'toer. Da quando questi è rimasto immobilizzato per un problema alla gamba, è lei che deve occuparsi della famiglia, del gregge e soprattutto del durissimo lavoro di approvvigionamento dell'acqua, cui è obbligata non possedendo un pozzo. Quando scopre di avere un serio problema alla schiena, inizia a prendere in considerazione la proposta del marito: divorziare e cercare un altro uomo che sia in grado di mandare avanti lavoro e famiglia.
L'occasione arriva grazie a Bao'lier, un ex-compagno di scuola da sempre innamorato di lei che, dopo aver trovato una casa di cura per Ba'toer, accoglie la donna e i figli nella sua abitazione in città. Il futuro si prospetta roseo ma durante il lungo viaggio verso la nuova casa, Ba'toer tenta il suicidio nel suo nuovo alloggio. Bao'lier nasconde la cosa a Tuya ma il suo vecchio vicino Sen'ge li raggiunge e le rivela tutto. Una volta in ospedale, la famiglia ritrova un'unione di fatto mai persa e Bao'lier, pagate le spese sanitarie, si ritira sconfitto.
La questione apparentemente irrisolvibile trova una via d'uscita proprio in Sen'ge, eternamente tradito dalla moglie ed innamorato di Tuya. La donna ricambia il sentimento e accetta la proposta di matrimonio, convinta che possa risolvere le situazioni complicate di entrambi. Durante la cerimonia, Ba'toer si ubriaca scatenando le ire di Sen'ge mentre uno dei figli di Tuya si azzuffa con un coetaneo che lo ha chiamato "figlio di due padri". Tuya scoppia a piangere, cosciente che la vita che l'aspetta non sarà affatto semplice.

## Distribuzione
Il film è stato distribuito in Cina a partire dal 21 settembre 2006. In alcuni Paesi, tra cui Stati Uniti, Russia, Croazia e Danimarca, ha avuto una distribuzione limitata nelle sale. Nel febbraio 2007 è stato proiettato al Festival di Berlino e in seguito ha partecipato ad altre manifestazioni internazionali.

### Date di uscita
- Cina (Tuya de hun shi) – 21 settembre 2006
- Italia (Il matrimonio di Tuya) – 8 giugno 2007
- Taiwan (Tuya's Marriage) – 6 luglio 2007
- Germania (Tuyas Hochzeit) – 23 agosto 2007
- Francia (Le mariage de Tuya) – 19 settembre 2007
- Belgio (Tuya's Marriage) – 26 settembre 2007
- Russia (Свадьба Туи) – 18 ottobre 2007
- Spagna (La boda de Tuya) – 26 ottobre 2007
- Corea del Sud (투야의 결혼) – 1º novembre 2007
- Paesi Bassi (Het huwelijk van Tuya) – 6 dicembre 2007
- Turchia (Tuya'nin Evliligi) – 21 dicembre 2007
- Svezia (Tuyas bröllop) – 11 gennaio 2008
- Grecia (O gamos tis Tuya) – 24 gennaio 2008
- Croazia (Tuyin brak) – 26 gennaio 2008
- Giappone (トゥヤーの結婚) – 23 febbraio 2008
- Stati Uniti (Tuya's Marriage) – 4 aprile 2008
- Danimarca (Tuyas ægteskab) – 2 maggio 2008

### Festival internazionali
- Festival internazionale del cinema di Berlino – 10 febbraio 2007
- Hong Kong International Film Festival – 22 marzo 2007
- Festival du film asiatique de Deauville – 28 marzo 2007
- Midnight Sun Film Festival – 14 giugno 2007
- Festival internazionale del cinema di Karlovy Vary – 30 giugno 2007
- Chicago International Film Festival – ottobre 2007
- Festival of Rio – 3 ottobre 2007
- BFI London Film Festival – 31 ottobre 2007
- Portland International Film Festival – 8 febbraio 2008
- Florida Film Festival – 2 aprile 2008
- Wisconsin Film Festival – 5 aprile 2008
- RiverRun International Film Festival – 24 aprile 2008
- Maui Film Festival – 15 giugno 2008

## Accoglienza

### Incassi
Complessivamente il film ha incassato circa 2,5 milioni di dollari, di cui oltre 750.000 (circa 647.000 euro) in Italia. In Cina ha riportato un incasso di 174.608 dollari.
- Germania – 789823 $
- Italia – 758239 $
- Spagna – 319208 $
- Cina – 174608 $
- Belgio – 91020 $
- Stati Uniti – 88148 $
- Svezia – 27637 $
- Austria – 58947 $
- Norvegia – 40587 $
- Svizzera – 27637 $
- Turchia – 27637 $
- Paesi Bassi – 16057 $
- Grecia – 7166 $
- Russia – 6326 $
- Corea del Sud – 10615 $
- Taiwan – 2955 $
- Romania – 1055 $

### Critica
Il film ha ottenuto soprattutto recensioni positive da parte della critica. Il sito Rotten Tomatoes riporta il 92% di recensioni professionali con giudizio positivo e un voto medio di 7,1 su 10, mentre il sito Metacritic assegna al film un punteggio di 71 su 100 basato su 13 recensioni.
- Kevin Thomas, Los Angeles Times: «Il matrimonio di Tuya è pienamente gratificante nella sua coerente fantasia e possiede una padronanza della natura umana così universale che non c'è alcuna sensazione di esotismo nei confronti del film e della sua gente».[6]
- Bob Strauss, Los Angeles Daily News: «Comico e straziante, lo studio di Quan'an Wang di una donna troppo responsabile per il proprio bene ha la qualità mitica di un grande western ed è stranamente pungente e intimo quanto una buona commedia di Sam Shepard».[6]
- Michael Phillips, Chicago Tribune: «È un'esperienza raffinata e triste, più folclore moderno che studio etnografico, e un pezzo di cinema meravigliosamente sicuro».[6]
- Nick Schager, Slant Magazine: «Il matrimonio di Tuya può sembrare un po' troppo elaborato, ma dal punto di vista dei suoi ritratti culturali ed emotivi, l'autenticità neo-realista del film è comunque sorprendente».[7]
- Derek Elley, Variety: «Fatto con scrupolosa attenzione alla lenta realtà della vita nelle praterie, ma privo di un peso drammatico».[8]
- Ed Gonzalez, The Village Voice: «Quan'an Wang opera ancora una rimozione emotiva dal suo soggetto, seguendo il tracciato della volontà invasiva del capitalismo... più clinicamente che poeticamente».[9]
- Paolo Mereghetti, Corriere della Sera: «Ne poteva uscire una specie di commedia di costume, ma Wang punta la macchina da presa soprattutto sulla grigia quotidianità, fatta di ripetitività e stanchezze, riuscendo a trasmettere allo spettatore il senso di un mondo antico, cocciuto nel difendere i propri valori».[10]
- Tim Brayton, Antagony & Ecstasy: «Ciò che mantiene il film fuori dal completo miserabilismo è un tono comico impassibile, una padronanza del linguaggio cinematografico sottilmente brillante e un'attrice straordinariamente dotata al suo centro».[11]
- Jeffrey M. Anderson, Combustible Celluloid: «Grazie all'atmosfera vivida e realistica del film, completa di venti freddi e tè caldo al latte, molte scene funzionano straordinariamente bene».[12]

## Riconoscimenti
- 2007 – Festival internazionale del cinema di Berlino
Orso d'oro a Quan'an Wang
Premio della giuria ecumenica a Quan'an Wang
- 2007 – Chicago International Film Festival
Silver Hugo per la miglior attrice a Yu Nan
Premio speciale della giuria a Quan'an Wang
- 2008 – Chinese Film Media Awards
Miglior film
Miglior attrice a Yu Nan
Candidatura per il miglior regista a Quan'an Wang